# Pamillia nyctalis
Pamillia nyctalis är en insektsart som beskrevs av Knight 1925. Pamillia nyctalis ingår i släktet Pamillia och familjen ängsskinnbaggar. Inga underarter finns listade i Catalogue of Life.